# 博布里夫卡河 (捷捷列夫河支流)
博布里夫卡河（烏克蘭語：Бобрівка），是烏克蘭的河流，位於該國北部，屬於捷捷列夫河的左支流，流經日托米爾區，河道全長12.5公里，發源自塔爾塔喬克附近。